# Johannes Linnankoski
Johannes Linnankoski (18. října 1869 Askola – 10. srpna 1913 Helsinky) byl finský spisovatel. Byl představitelem „zlatého věku finského umění“ na přelomu devatenáctého a dvacátého století a držitelem ceny Společnosti finské literatury.
Narodil se jako Vihtori Johan Peltonen v rodině pachtýře v kraji Uusimaa a byl nejmladší ze sedmi dětí. V mládí se živil jako vorař, po nedokončeném studiu kněžského semináře v Jyväskylä a základní vojenské službě se usadil v Porvoo, kde pracoval s Wernerem Söderströmem v jeho nakladatelství a novinách Uusimaa. Od roku 1902 používal pseudonym Johannes Linnankoski podle peřejí v rodném kraji. Stál u zrodu vlastenecké kulturní organizace Suomalaisuuden liitto a vyzýval Finy, aby si švédská příjmení měnili na finská. Věnoval se osvětě venkovanů a podílel se na založení finskojazyčné školy v Porvoo. Intenzivně se zabýval problémem společenské nerovnosti, ale na rozdíl od socialistů viděl řešení v pokroku, práci a individuální odpovědnosti. Zemřel ve věku 43 let na anémii v helsinském špitále diákonek.
Jeho dílo se nachází na pomezí realismu a novoromantismu se silnými psychologizujícími tendencemi. Ve svých knihách se zabývá především morálními otázkami, které podává poněkud didaktickým způsobem; literární historik Unto Kupiainen napsal, že Linnankoski je mezi finskými spisovateli ojedinělý naprostou absencí humoru. V roce 1905 vydal Linnankoski své nejznámější dílo, román Píseň o červeném květu, přeložený do devatenácti jazyků (česky vyšel v překladu Aloise Šikla roku 1941 v Topičově nakladatelství a znovu roku 1995). Vychází v něm z příběhu Dona Juana, který zasazuje do prostředí dřevařů na řece Porvoonjoki. Knihu zfilmovali v roce 1919 Mauritz Stiller, v roce 1934 Per-Axel Branner, v roce 1947 Teuvo Tulio, v roce 1956 Gustaf Molander a v roce 1971 Mikko Niskanen. Život na finském venkově popisuje Linnankoski také v prózách Uprchlíci a Dojička Hilja. Je autorem divadelních her s biblickými náměty Věčný boj, Jiftáchova dcera a Samson a Dalila.
Jeho manželkou byla překladatelka a autorka jazykových učebnic Ester Peltonenová, rozená Druggová. Měli čtyři děti.
V Linnankoskiho rodném domě bylo roku 1938 zřízeno muzeum. Je po něm pojmenována planetka 7416 Linnankoski, objevená v roce 1990.